# Torneo Apertura 2021 (Liga de Fútbol Femenino)
El Torneo Apertura 2021 fue la VI edición del Torneo de liga de la Primera División Femenil de Panamá, siendo el inicio de la temporada 2021. La Primera División Femenil de Panamá, es la principal liga de fútbol semi-profesional en Panamá y esta regulada por la Liga Panameña de Fútbol a partir de esta temporada.
Su campeón fue el Tauro Fútbol Club tras vencer en la final al Club Deportivo Plaza Amador.

## Información de equipos
Equipos participantes en el Apertura 2021:
| Nombre               | Sede                 | Estadio                                | Capacidad |
| -------------------- | -------------------- | -------------------------------------- | --------- |
| Tauro FC             | Ciudad de Panamá     | Estadio Javier Cruz García             | 700       |
| CD Universitario     | Penonomé             | Estadio Virgilio Tejeira Andrión       | 900       |
| CAI La Chorrera      | La Chorrera          | Estadio Agustín 'Muquita' Sánchez      | 3,000     |
| CD Plaza Amador      | Ciudad de Panamá     | Estadio Maracaná de Panamá             | 5,500     |
| SD Panamá Oeste      | La Chorrera          | Estadio Agustín 'Muquita' Sánchez      | 3,000     |
| SD Atlético Nacional | Ciudad de Panamá     | Estadio Maracaná de Panamá             | 5,500     |
| Veraguas CD          | Santiago de Veraguas | Complejo Deportivo de Atalaya          | 300       |
| CD del Este          | Ciudad de Panamá     | Estadio Maracaná de Panamá             | 5,500     |
| Mario Méndez FC      | Ciudad de David      | Estadio San Cristóbal                  | 2,876     |
| Sporting SM          | San Miguelito        | Estadio Javier Cruz García             | 700       |
| Atletico Chiriquí    | Ciudad de David      | Estadio San Cristóbal                  | 2,876     |
| Alianza FC           | Ciudad de Panamá     | Estadio Luis Ernesto 'Cascarita' Tapia | 900       |

### Equipos por provincias
| Provincia    | N.º | Equipos                                                                                      |
| ------------ | --- | -------------------------------------------------------------------------------------------- |
| Panamá       | 6   | Alianza FC Club Deportivo del Este CD Plaza Amador Sporting SM Tauro FC SD Atlético Nacional |
| Panamá Oeste | 2   | CA Independiente SD Panama Oeste                                                             |
| Coclé        | 1   | CD Universitario                                                                             |
| Chiriquí     | 2   | Atlético Chiriquí Mario Mendez FC                                                            |
| Veraguas     | 1   | Veraguas CD                                                                                  |
| Total        | 12  |                                                                                              |

## Fase de clasificación

### Conferencia Este
|    | Equipos                | PJ | PG | PE | PP | GF | GC | Dif. | Pts. |
| -- | ---------------------- | -- | -- | -- | -- | -- | -- | ---- | ---- |
| 1. | Tauro FC               | 5  | 4  | 1  | 0  | 11 | 1  | +10  | 13   |
| 2. | CD Plaza Amador        | 5  | 3  | 1  | 1  | 10 | 5  | +5   | 10   |
| 3. | Atlético Nacional      | 5  | 2  | 2  | 1  | 6  | 2  | +4   | 8    |
| 4. | Sporting San Miguelito | 5  | 1  | 1  | 3  | 3  | 7  | -4   | 4    |
| 5. | Alianza FC             | 5  | 1  | 1  | 3  | 3  | 11 | -8   | 4    |
| 6. | Deportivo del Este     | 5  | 1  | 0  | 4  | 3  | 10 | -7   | 3    |

### Conferencia Oeste
|    | Equipos           | PJ | PG | PE | PP | GF | GC | Dif. | Pts. |
| -- | ----------------- | -- | -- | -- | -- | -- | -- | ---- | ---- |
| 1. | Atlético Chiriquí | 5  | 5  | 0  | 0  | 15 | 3  | +12  | 15   |
| 2. | CD Universitario  | 5  | 3  | 1  | 1  | 16 | 6  | +10  | 10   |
| 3. | Veraguas CD       | 5  | 2  | 1  | 2  | 10 | 10 | 0    | 7    |
| 4. | SD Panama Oeste   | 5  | 1  | 2  | 2  | 5  | 12 | -7   | 5    |
| 5. | CA Independiente  | 5  | 0  | 2  | 3  | 4  | 10 | -6   | 2    |
| 6. | Mario Méndez FC   | 4  | 0  | 2  | 3  | 2  | 11 | -9   | 2    |

## Torneo regular
Jornadas

### Jornada 1
Conferencia Este
| Fecha      | Hora  | Equipo local         | Resultado | Equipo visitante | Estadio         |
| ---------- | ----- | -------------------- | --------- | ---------------- | --------------- |
| 1 de abril | 16:00 | CD del Este          | 1:0       | Sporting SM      | Cascarita Tapia |
| 1 de abril | 19:00 | Tauro FC             | 3:0       | Alianza FC       | Cascarita Tapia |
| 1 de abril | 19:00 | SD Atletico Nacional | 1:2       | CD Plaza Amador  | Maracaná        |

 Conferencia Oeste
| Fecha      | Hora  | Equipo local     | Resultado | Equipo visitante  | Estadio                 |
| ---------- | ----- | ---------------- | --------- | ----------------- | ----------------------- |
| 1 de abril | 15:00 | CD Universitario | 2:2       | Veraguas CD       | Virgilio Tejeira        |
| 1 de abril | 19:00 | CA Independiente | 1:1       | SD Panama Oeste   | Agustín Muquita Sánchez |
| 1 de abril | 19:00 | Mario Méndez FC  | 0:3       | Atlético Chiriquí | San Cristóbal           |

### Jornada 2
Conferencia Este
| Fecha      | Hora  | Equipo local | Resultado | Equipo visitante     | Estadio           |
| ---------- | ----- | ------------ | --------- | -------------------- | ----------------- |
| 7 de abril | 15:00 | CD del Este  | 1:2       | Tauro FC             | "Cascarita" Tapia |
| 7 de abril | 19:00 | Sporting SM  | 1:1       | CD Plaza Amador      | Javier Cruz       |
| 7 de abril | 20:00 | Alianza FC   | 0:0       | SD Atletico Nacional | "Cascarita" Tapia |

 Conferencia Oeste
| Fecha      | Hora  | Equipo local      | Resultado | Equipo visitante | Estadio          |
| ---------- | ----- | ----------------- | --------- | ---------------- | ---------------- |
| 7 de abril | 15:00 | CD Universitario  | 7:1       | SD Panama Oeste  | Virgilio Tejeira |
| 7 de abril | 16:00 | Atletico Chiriqui | 3:1       | Veraguas CD      | San Cristóbal    |
| 7 de abril | 19:00 | Mario Méndez FC   | 0:0       | CA Independiente | San Cristóbal    |

### Jornada 3
Conferencia Este
| Fecha       | Hora  | Equipo local         | Resultado | Equipo visitante | Estadio         |
| ----------- | ----- | -------------------- | --------- | ---------------- | --------------- |
| 12 de abril | 16:00 | CD Plaza Amador      | 5:0       | Alianza FC       | Maracaná        |
| 12 de abril | 19:00 | SD Atletico Nacional | 3:0       | CD del Este      | Maracaná        |
| 12 de abril | 20:00 | Tauro FC             | 3:0       | Sporting SM      | Cascarita Tapia |

 Conferencia Oeste
| Fecha       | Hora  | Equipo local     | Resultado | Equipo visitante  | Estadio                 |
| ----------- | ----- | ---------------- | --------- | ----------------- | ----------------------- |
| 12 de abril | 15:00 | CD Universitario | 3:0       | Mario Mendez FC   | Virgilio Tejeira        |
| 12 de abril | 15:00 | Veraguas CD      | 0:2       | SD Panamá Oeste   | Atalaya                 |
| 12 de abril | 19:00 | CA Independiente | 1:3       | Atletico Chiriqui | Agustín Muquita Sánchez |

### Jornada 4
Conferencia Este
| Fecha       | Hora  | Equipo local    | Resultado | Equipo visitante     | Estadio     |
| ----------- | ----- | --------------- | --------- | -------------------- | ----------- |
| 22 de abril | 15:00 | Alianza FC      | 3:1       | CD del Este          | Javier Cruz |
| 22 de abril | 19:00 | Sporting SM     | 0:2       | SD Atlético Nacional | Javier Cruz |
| 22 de abril | 19:00 | CD Plaza Amador | 0:3       | Tauro FC             | Maracaná    |

 Conferencia Oeste
| Fecha       | Hora  | Equipo local      | Resultado | Equipo visitante | Estadio                 |
| ----------- | ----- | ----------------- | --------- | ---------------- | ----------------------- |
| 22 de abril | 15:00 | Veraguas CD       | 2:1       | CA Independiente | Atalaya                 |
| 22 de abril | 16:00 | Atlético Chiriquí | 2:0       | CD Universitario | San Cristóbal           |
| 22 de abril | 19:00 | SD Panama Oeste   | 0:0       | Mario Méndez FC  | Agustín Muquita Sánchez |

### Jornada 5
Conferencia Este
| Fecha       | Hora  | Equipo local    | Resultado | Equipo visitante     | Estadio         |
| ----------- | ----- | --------------- | --------- | -------------------- | --------------- |
| 29 de abril | 18:00 | CD Plaza Amador | 2:0       | CD del Este          | Maracaná        |
| 29 de abril | 18:00 | Sporting SM     | 2:9       | Alianza FC           | Javier Cruz     |
| 29 de abril | 20:00 | Tauro FC        | 0:0       | SD Atlético Nacional | Cascarita Tapia |

 Conferencia Oeste
| Fecha       | Hora  | Equipo local     | Resultado | Equipo visitante  | Estadio                 |
| ----------- | ----- | ---------------- | --------- | ----------------- | ----------------------- |
| 29 de abril | 15:00 | Veraguas CD      | 5:2       | Mario Mendez FC   | Atalaya                 |
| 29 de abril | 16:00 | CA Independiente | 1:4       | CD Universitario  | Agustín Muquita Sánchez |
| 29 de abril | 19:00 | SD Panama Oeste  | 1:4       | Atletico Chiriqui | Agustín Muquita Sánchez |

## Fase Final
|  | Cuartos de final                                               | Cuartos de final                                               | Cuartos de final                                               | Cuartos de final                                               | Cuartos de final                                               |   |      | Semifinales                                                    | Semifinales                                                    | Semifinales                                                    | Semifinales                                                    | Semifinales                                                    |  |      | Final              | Final              | Final              |  |
|  | 5 al 6 de mayo de 2021 (ida) 12 al 13 de mayo de 2021 (vuelta) | 5 al 6 de mayo de 2021 (ida) 12 al 13 de mayo de 2021 (vuelta) | 5 al 6 de mayo de 2021 (ida) 12 al 13 de mayo de 2021 (vuelta) | 5 al 6 de mayo de 2021 (ida) 12 al 13 de mayo de 2021 (vuelta) | 5 al 6 de mayo de 2021 (ida) 12 al 13 de mayo de 2021 (vuelta) |   |      | 19 y 20 de mayo de 2021 (ida) 26 y 27 de mayo de 2021 (vuelta) | 19 y 20 de mayo de 2021 (ida) 26 y 27 de mayo de 2021 (vuelta) | 19 y 20 de mayo de 2021 (ida) 26 y 27 de mayo de 2021 (vuelta) | 19 y 20 de mayo de 2021 (ida) 26 y 27 de mayo de 2021 (vuelta) | 19 y 20 de mayo de 2021 (ida) 26 y 27 de mayo de 2021 (vuelta) |  |      | 4 de junio de 2021 | 4 de junio de 2021 | 4 de junio de 2021 |  |
|  |                                                                |                                                                |                                                                |                                                                |                                                                |   |      |                                                                |                                                                |                                                                |                                                                |                                                                |  |      |                    |                    |                    |  |
|  |                                                                |                                                                |                                                                |                                                                |                                                                |   |      |                                                                |                                                                |                                                                |                                                                |                                                                |  |      |                    |                    |                    |  |
|  | 1°CE                                                           | Tauro FC                                                       | 0                                                              | 2                                                              | 2                                                              |   |      |                                                                |                                                                |                                                                |                                                                |                                                                |  |      |                    |                    |                    |  |
|  | 1°CE                                                           | Tauro FC                                                       | 0                                                              | 2                                                              | 2                                                              |   |      |                                                                |                                                                |                                                                |                                                                |                                                                |  |      |                    |                    |                    |  |
|  | 4°CE                                                           | Sporting SM                                                    | 0                                                              | 1                                                              | 1                                                              |   |      |                                                                |                                                                |                                                                |                                                                |                                                                |  |      |                    |                    |                    |  |
|  | 4°CE                                                           | Sporting SM                                                    | 0                                                              | 1                                                              | 1                                                              |   | 1°CE | Tauro FC                                                       | 4                                                              | 6                                                              | 10                                                             |                                                                |  |      |                    |                    |                    |  |
|  |                                                                |                                                                |                                                                |                                                                |                                                                |   | 1°CE | Tauro FC                                                       | 4                                                              | 6                                                              | 10                                                             |                                                                |  |      |                    |                    |                    |  |
|  |                                                                |                                                                | 2°CO                                                           | CD Universitario                                               | 1                                                              | 1 | 2    |                                                                |                                                                |                                                                |                                                                |                                                                |  |      |                    |                    |                    |  |
|  | 2°CO                                                           | CD Universitario                                               | 2°CO                                                           | CD Universitario                                               | 1                                                              | 1 | 2    | 0                                                              | 2                                                              | 2                                                              |                                                                |                                                                |  |      |                    |                    |                    |  |
|  | 2°CO                                                           | CD Universitario                                               |                                                                |                                                                |                                                                |   |      |                                                                |                                                                | 2                                                              |                                                                |                                                                |  |      |                    |                    |                    |  |
|  | 3°CO                                                           | Veraguas CD                                                    | 1                                                              | 0                                                              | 1                                                              |   |      |                                                                |                                                                |                                                                |                                                                |                                                                |  |      |                    |                    |                    |  |
|  | 3°CO                                                           | Veraguas CD                                                    | 1                                                              | 0                                                              | 1                                                              |   |      |                                                                |                                                                |                                                                |                                                                |                                                                |  | 1°CE | Tauro FC           | 1                  |                    |  |
|  |                                                                |                                                                |                                                                |                                                                |                                                                |   |      |                                                                |                                                                |                                                                |                                                                |                                                                |  | 1°CE | Tauro FC           | 1                  |                    |  |
|  |                                                                |                                                                | 2°CE                                                           | CD Plaza Amador                                                | 0                                                              |   |      |                                                                |                                                                |                                                                |                                                                |                                                                |  |      |                    |                    |                    |  |
|  | 1°CO                                                           | Atletico Chiriquí                                              | 2°CE                                                           | CD Plaza Amador                                                | 0                                                              | 1 | 4    | 5                                                              |                                                                |                                                                |                                                                |                                                                |  |      |                    |                    |                    |  |
|  | 1°CO                                                           | Atletico Chiriquí                                              |                                                                |                                                                |                                                                |   |      |                                                                |                                                                |                                                                |                                                                |                                                                |  |      |                    |                    |                    |  |
|  | 4°CO                                                           | SD Panamá Oeste                                                | 0                                                              | 0                                                              | 0                                                              |   |      |                                                                |                                                                |                                                                |                                                                |                                                                |  |      |                    |                    |                    |  |
|  | 4°CO                                                           | SD Panamá Oeste                                                | 0                                                              | 0                                                              | 0                                                              |   | 1°CO | Atlético Chiriquí                                              | 1                                                              | 1                                                              | 2                                                              |                                                                |  |      |                    |                    |                    |  |
|  |                                                                |                                                                |                                                                |                                                                |                                                                |   | 1°CO | Atlético Chiriquí                                              | 1                                                              | 1                                                              | 2                                                              |                                                                |  |      |                    |                    |                    |  |
|  |                                                                |                                                                | 2°CE                                                           | CD Plaza Amador                                                | 0                                                              | 3 | 3    |                                                                |                                                                |                                                                |                                                                |                                                                |  |      |                    |                    |                    |  |
|  | 2°CE                                                           | CD Plaza Amador                                                | 2°CE                                                           | CD Plaza Amador                                                | 0                                                              | 3 | 3    | 2                                                              | 1                                                              | 3                                                              |                                                                |                                                                |  |      |                    |                    |                    |  |
|  | 2°CE                                                           | CD Plaza Amador                                                |                                                                |                                                                |                                                                |   |      |                                                                |                                                                | 3                                                              |                                                                |                                                                |  |      |                    |                    |                    |  |
|  | 3°CE                                                           | SD Atlético Nacional                                           | 1                                                              | 0                                                              | 1                                                              |   |      |                                                                |                                                                |                                                                |                                                                |                                                                |  |      |                    |                    |                    |  |
|  | 3°CE                                                           | SD Atlético Nacional                                           | 1                                                              | 0                                                              | 1                                                              |   |      |                                                                |                                                                |                                                                |                                                                |                                                                |  |      |                    |                    |                    |  |
|  |                                                                |                                                                |                                                                |                                                                |                                                                |   |      |                                                                |                                                                |                                                                |                                                                |                                                                |  |      |                    |                    |                    |  |

### Cuartos de final

#### Tauro FC - Sporting SM
| Ida; 5 de mayo de 2021, 16:00 | Sporting SM | 0:0 | Tauro FC | Estadio Luis Ernesto Cascarita Tapia, Panamá |  |
|                               |             |     |          | Árbitro(s): Jean Carlos Araúz                |  |

| Vuelta; 12 de mayo de 2021 19:00 | Tauro FC                | 2:1 | Sporting SM      | Estadio Luis Ernesto Cascarita Tapia, Panamá |                              |
|                                  | - Lineth Cedeño 11' 14' |     | - Sara Nieto 46' | Árbitro(s): Cristian Pinilla                 | Árbitro(s): Cristian Pinilla |

#### Atlético Chiriquí - SD Panamá Oeste
| Ida; 6 de mayo de 2021, 18:00 | SD Panamá Oeste | 0:1 | Atlético Chiriquí | Estadio Agustín Muquita Sánchez, La Chorrera |                                |
|                               |                 |     | - Erika Araúz 36' | Árbitro(s): Krysthin Arosemena               | Árbitro(s): Krysthin Arosemena |

| Vuelta; 13 de mayo de 2021 19:00 | Atlético Chiriquí                                    | 0:4 | SD Panamá Oeste | Estadio San Cristóbal, David |                              |
|                                  | - Yasli Atencio 14' (pen.) 35' - Erika Araúz 37' 60' |     |                 | Árbitro(s): Miguel Hernández | Árbitro(s): Miguel Hernández |

#### CD Plaza Amador - SD Atlético Nacional
| Ida; 5 de mayo de 2021, 19:00 | SD Atlético Nacional       | 1:2 | CD Plaza Amador                              | Estadio Maracaná, Panamá  |                           |
|                               | - María Murillo 32' (pen.) |     | - Maria Guevara 65' - Keisilyn Gutiérrez 91' | Árbitro(s): Medgar Quiróz | Árbitro(s): Medgar Quiróz |

| Vuelta; 12 de mayo de 2021 19:00 | CD Plaza Amador         | 1:0 | SD Atlético Nacional | Estadio Maracaná, Panamá |                          |
|                                  | - Keisilyn Gutiérrez 9' |     |                      | Árbitro(s): Ricardo Reid | Árbitro(s): Ricardo Reid |

#### CD Universitario - Veraguas CD
| Ida; 6 de mayo de 2021, 15:00 | Veraguas CD               | 1:0 | CD Universitario | Complejo Deportivo de Atalaya, Atalaya |                             |
|                               | Claudia Dutary 85' (pen.) |     |                  | Árbitro(s): Alanis Latouche            | Árbitro(s): Alanis Latouche |

| Vuelta; 13 de mayo de 2021 15:00 | CD Universitario                              | 2:0 | Veraguas CD | Estadio Virgilio Tejeira, Penonomé |                               |
|                                  | - Doralis Lorenzo 53' - Elizabeth Bultrón 76' |     |             | Árbitro(s): Franklin González      | Árbitro(s): Franklin González |

### Semifinales

#### Tauro FC - CD Universitario
| Ida; 19 de mayo de 2021, 15:00 | CD Universitario           | 1:4 | Tauro FC                                                                | Estadio Virgilio Tejeira, Penonomé |                           |
|                                | - Yohanelis Concepción 63' |     | - Amarelis De Mera 12' - Kelly Quinceno 24' 38' - Nicole De Obaldia 44' | Árbitro(s): Melissa Pérez          | Árbitro(s): Melissa Pérez |

| Vuelta; 26 de mayo de 2021 19:00 | Tauro FC                                                                                                  | 6:1 | CD Universitario  | Estadio Javier Cruz, Panamá |  |
|                                  | - Amarelis De Mera 4' 21' - Aaliyah Gil 21' - Deysire Salazar 40' - Lineth Cedeño 54' - Anuvis Angulo 59' |     | - Vilma García 7' |                             |  |

#### Atlético Chiriquí - CD Plaza Amador
| Ida; 20 de mayo de 2021, 16:00 | Atlético Chiriquí         | 1:0 | CD Plaza Amador | Estadio San Cristóbal, David |                              |
|                                | - Mickeylis Gutiérrez 31' |     |                 | Árbitro(s): Gustavo González | Árbitro(s): Gustavo González |

| Vuelta; 27 de mayo de 2021 16:00 | CD Plaza Amador                                  | 3:1 | Atlético Chiriquí  | Estadio Maracaná, Panamá    |                             |
|                                  | - Yanixa Batista 1' 14' - Keisilyn Gutiérrez 65' |     | - Emily Pineda 63' | Árbitro(s): Jeremy Phillips | Árbitro(s): Jeremy Phillips |

### Final

#### Tauro FC - CD Plaza Amador
| Ida; 4 de junio de 2021, 19:00 | Tauro FC               | 1:0 | CD Plaza Amador | Estadio Maracaná, Panamá  |                           |
|                                | - Amarelis De Mera 46' |     |                 | Árbitro(s): Melissa Pérez | Árbitro(s): Melissa Pérez |

|                             |
|                             |
| Tauro FC Campeón 1.° título |

### Máximas goleadoras
Lista con los máximas goleadoras de la competencia.
| 1.º                                      | Amarelis de Mera   | Tauro FC          | 6 |
| 1.º                                      | Ericka Arauz       | Atlético Chiriquí | 6 |
| 2.º                                      | Lineth Cedeño      | Tauro FC          | 5 |
| 2.º                                      | Dolaris Lorenzo    | CD Universitario  | 5 |
| 2.º                                      | Keisilyn Gutiérrez | CD Plaza Amador   | 5 |
| 2.º                                      | Nallelys Cisneros  | Veraguas CD       | 5 |
| Última actualización: 4 de junio de 2021 |                    |                   |   |